# Eszter Balint
Eszter Balint (Budapest, 7 luglio 1966) è una cantante, violinista e attrice statunitense.

## Biografia
Nata a Budapest, ha fatto parte della compagnia d'avanguardia Squat Theatre, prima di debuttare nel mondo del cinema nel 1984 con il film indipendente Stranger Than Paradise - Più strano del paradiso diretto da Jim Jarmusch. Ha debuttato come attrice televisiva nel 1985 in Miami Vice. Ha recitato tra l'altro anche in The Linguini Incident di Richard Shepard (1991), Ombre e nebbia di Woody Allen (1991) e Mosche da bar di Steve Buscemi (1996). Tra le sue pubblicazioni musicali vi sono Flicker (1999) e Mud (2004), entrambe prodotte da J. D. Foster. Nel 2015 ha pubblicato un nuovo album dal titolo Airless Midnight.